# 三方 (神道)

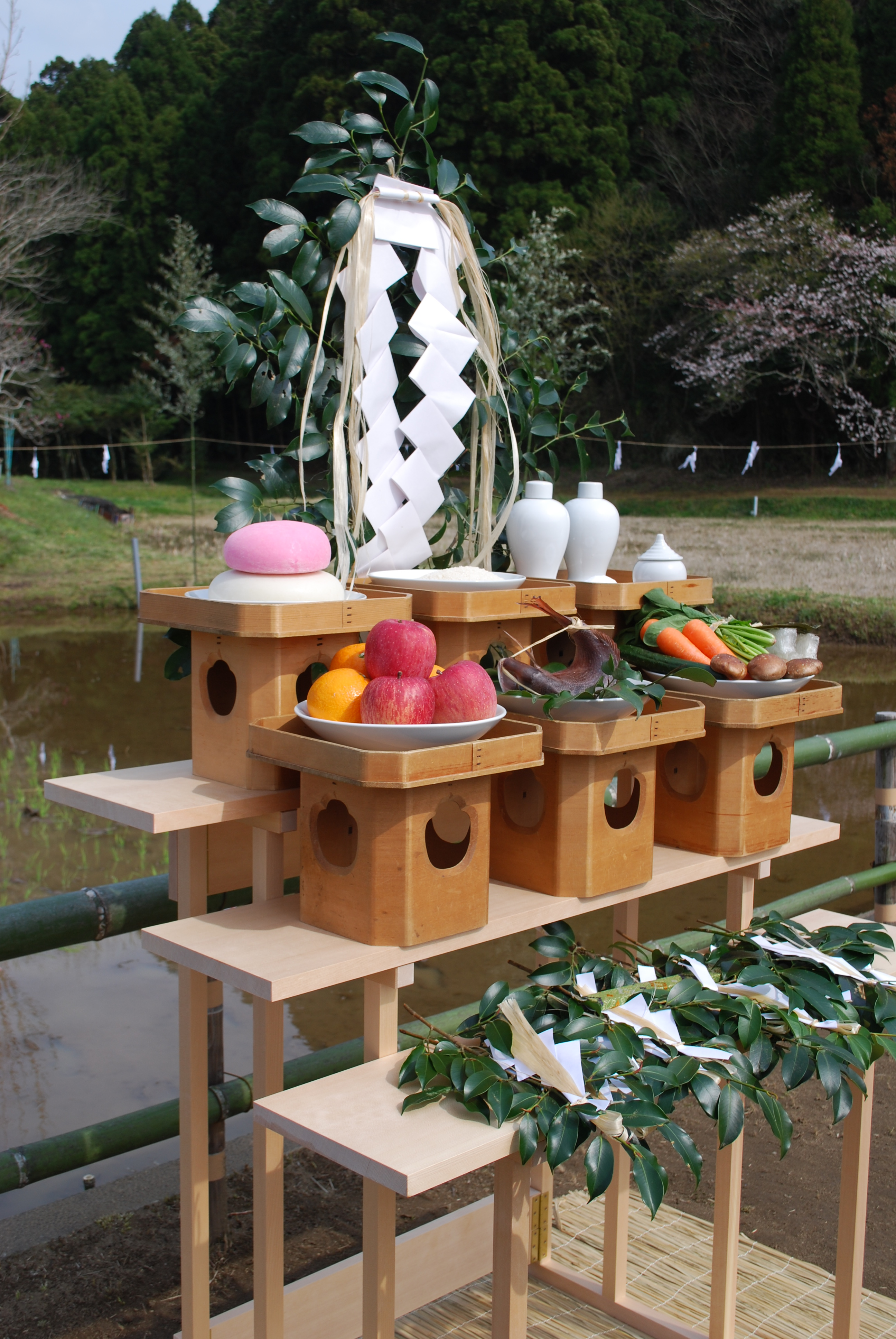
三方に載せられた神饌（千葉県・香取神宮）

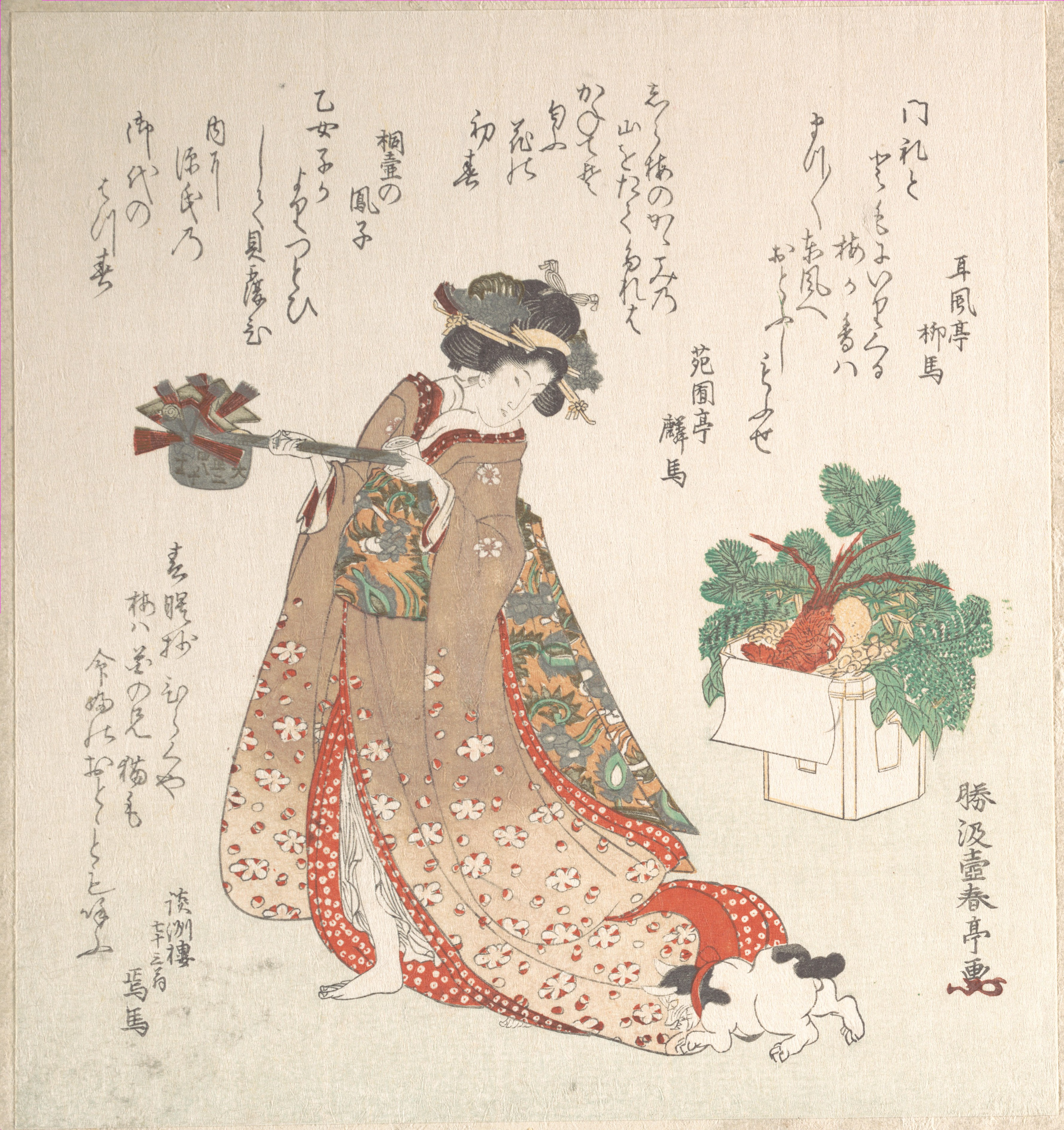
正月用に松飾りと伊勢エビを載せた三宝。勝川春亭画。1815年頃

三方（さんぼう）とは、神道の神事において使われる、神饌を載せるための台である。古代には、高貴な人物に物を献上する際にも使用された。寺院でも同様のものが使われるが、この場合は三宝（仏・法・僧）にかけて三宝（さんぽう）と書かれることもある。

## 構造
通常は檜などの素木（しらき）による木製で、折敷（おしき）と呼ばれる盆の下に直方体状の台（胴）がついた形をしている。台の三方向に眼像(くりかた)と呼ばれる穴があいていることから、「三方」と呼ばれる。
元々は折敷と台は分離していて使用するときに台の上に折敷を載せており、台に載せずに折敷だけで使用することもあった。今日では折敷と台が完全に結合したものが使用されており、折敷だけで使用するものは三方とは別に用意するようになっている。
台の穴の意匠に決まりはないが、宝珠の形がよく用いられる。
折敷には縁の板を留めるための綴り目があるが、これは穴のない側の反対側になるように作られている。神前に供える際は、穴のない側（綴り目の反対側）が神前に向くようにする。神饌が載った三方を持つときは、親指を左右の縁に、その他の指を折敷と台に当て、目の高さに持つ。
しかし、宮中作法では、指を折敷の中に指をかける伝統がある。
なお、特殊な形状の三方として板足三方や丸三方などがある。
また、四方に穴のあるタイプもあり、それを「四方」（しほう）と呼ぶ。腹を切る際に短刀を載せるのは、三方ではなく四方である（切腹#作法）。
なお、神社で用いる三方には、遠山三方、塗三方、白木三方、四角三方、丸三方、陶器三方、足打ち三方、長三方などがある。